# Thiel Mountains
Thiel Mountains – pasmo górskie w Górach Transantarktycznych w Antarktydzie Wschodniej.

## Nazwa
Nazwa upamiętnia sejsmologa stacji badawczej Ellsworth Edwarda C. Thiela (1928–1961) w 1957 roku .

## Geografia
Thiel Mountains tworzą odizolowane pasmo górskie w Górach Transantarktycznych w Antarktydzie Wschodniej . Rozciągają się na przestrzeni ok. 72 km między Górami Horlicka i Pensacola Mountains, sięgając Moulton Escarpment na zachodzie i Nolan Pillar na wschodzie . 
W górach wyróżnia się m.in.: Ford Massif i Bermel Escarpment . Najwyższym szczytem jest Anderson Summit wznoszący się na wysokość 2810 m .
Z obszaru Thiel Mountains pochodzi jeden z czterech pierwszych meteorytów znalezionych na terenie Antarktydy – Thiel Mountains – pallasyt w dwóch fragmentach o łącznej wadze 31,7 kg odkryty w styczniu 1962 roku na powierzchni lodowca na północny wschód od Mount Wrather. Kolejne 41 meteorytów znaleziono w regionie podczas wypraw w roku 1982 i 1991.

## Historia
Pasmo zostało odkryte przez ekspedycję United States Antarctic Program trawersującą Góry Horlicka w latach 1958–1959 . W latach 1960–1961 i 1961–1962 badania gór prowadziły wyprawy United States Geological Survey .